# Majantja FC
Der Majantja FC ist ein Fußballverein aus Lesotho. Majantja bedeutet aus dem Sesotho übersetzt „Hundeesser“.
Der Verein spielte lange in der Lesotho Premier League und konnte 2017 den erneuten Aufstieg feiern.
Majantja FC gewann 1971 und 1995 die nationale Meisterschaft. Er konnte sich zweimal für die afrikanischen Wettbewerbe qualifizieren, schied aber jeweils in der ersten Runde aus.

## Erfolge
- Meisterschaften: 2

Lesothischer Meister: 1971, 1995

## Statistik in den CAF-Wettbewerben
| Wettbewerb                          | Runde    | Gegner         | Hinspiel | Rückspiel |  |
| ----------------------------------- | -------- | -------------- | -------- | --------- |  |
|                                     |          |                |          |           |  |
| African Cup of Champions Clubs 1972 | 1. Runde | Kabwe Warriors | 2:2 (H)  | 0:9 (A)   |  |
| African Cup of Champions Clubs 1996 | Vorrunde | CS Saint-Denis | 0:7 (A)  | 1:3 (H)   |  |